# موناستیریسکا
شهر موناستیریسکا (به روسی: Монастириська) در استان ترنوپیل در کشور اوکراین واقع شده‌است. جمعیت این شهر ۶٬۳۴۴ نفر است.